# Ut est rerum omnium magister usus
Ut est rerum omnium magister usus (aproximadamente "a experiência é a professora de todas as coisas" ou mais geralmente "a experiência é a melhor professora") é uma citação atribuída a Júlio César em De Bello Civili, nos comentários Guerra Civil. Desde então, a frase se tornou um ditado comum sobre aprendizado e liderança.

## Comentário
John C. Maxwell firmou que a única maneira de aprender com as experiências pessoais é refletir sobre elas, algo que ele sente que César fez muito, que foi a única maneira de ter sucesso e escrever seus pensamentos.